# 切腹ピストルズ
切腹ピストルズ（せっぷくピストルズ）／又の名を江戸一番隊（えどいちばんたい）は、日本の和楽器集団。時に和楽器パンク・ロックバンドと解釈されるが、本人らはそう表現しない。1999年12月31日に東京ではじまる（第一形態）。現在（第三形態）は20数名の隊員で構成されており、野良着、印袢纏、下駄、雪駄、菅笠姿（これらは普段着）の徒党である。奉納演奏、村祭り、ライブハウス、デモ、芸術祭など、神出鬼没な演奏を得意とし、同時に地方探索と研究、農、職人、寺子屋、落語など、隊員それぞれが展開している。袢纏の大紋は丸一、判じ絵は矢鎌志（やかまし）。人呼んで「江戸へ導く日本狼の残党」。

## 概要
和太鼓、尺八、笛、三味線、鉦などの和楽器の演奏を得意とする野良着集団。

### 第一形態
1999年大晦日に結成された当時は和楽器は一切なく、現総隊長・飯田が、MTRでセックス・ピストルズの曲をつなぎ変えて速度を落としたいくつかの曲と唄の余興であった。

### 第二形態
当初から活動していたギター、ベース、ドラム、ボーカルからなる母体パンクバンドを「切腹ピストルズ」名義にして活動を開始し、2005年には六本木のスーパーデラックスで「昭和八十年」という企画を行う。以前からのメンバーが敬愛する阿波踊りの「東京天水連」に出演を依頼すると打ち合わせでは数人来るはずだったが、その地下空間に大勢がおしかけるという粋さを拝受し、一層「東京天水連」の虜となった。飯田のロンドン放浪の経験や、メンバーの天誅山、久坂、壽ん三の中にあるコンディションも完全一致し、バンドの音に民謡や囃子などのサンプリングを重ねるスタイルが構築された。その時、鳴らしていた和楽器音や旋律で作ったトラックを、いつか60歳ぐらいになったら生演奏でやることを夢想していた彼らであったが、それを早める事となる歴史的事件が起こる。

### 第三形態
2011年の東日本大震災とそれに伴う福島第一原発事故である。この出来事に対し、巷のアーティストやミュージシャンが、どう表現すべきか自問自答しているのを横目に、電気いらずの和楽器一式を入手、世の中に対抗するには和楽器しかないと奮起、当初の予定より早く、生の和楽器に持ち替えた（第三形態）。和太鼓の自浄作用と立ちしょんべんでのマーキングで放射能に対抗する心構えで、福島立ち入り禁止区域20キロ地点へ向かう。鉦、平太鼓二台、三味線の四人で下手な演奏とバカヤローを叫ぶだけの事実上のデビュー演奏となった。その様子は通りすがりの被災地支援ボランティア数人と地元の老婆、青年だけが観ており、終了後は拍手が巻き起こったという。以降、その変体が浸透するまでは、パンクバンド・切腹ピストルズへの出演依頼だが、会場に和楽器形態で現れ多種多様の人々の前で演奏。一度演奏すれば必ず入隊希望者が現れるという勢いで、確実に隊員が増えていく。切腹ピストルズが広く知られるきっかけになったのは、同時期の2012年から開催されている「橋の下世界音楽祭」（愛知県豊田大橋下・千石公園）での出演。企画者のタートルアイランドと意気投合している。ほか、演奏やそれ以外の活動、土産商品の数々とアートワークが彼らの活動に拍車をかけ、いろいろな場所に出没し、世代やジャンルを越えたファンが増え、手拍子する老人の隣でパンクスが踊り狂うという状況を作り出す。時に物騒で、時にユーモアやくだらなさがあり、独特の存在感がある彼らの活躍に対し絶賛する人々が増え続けている。

## 補足・エピソード
- 2010年までの第二形態後期に、「ポップ右翼でロストバージン」と「続・ポップ右翼でロストバージン」全12曲の音源を無料DLでばらまいている。内容については賛否両論あるが、現代からの歴史をさかのぼり観光していき、戦後、戦中、戦前と軽快に消化し、江戸までさかのぼっていくという計画であった。この時期のライブでは、サンプラーで作った楽曲を流して、ギター、ベース、ドラムがノイズを出して暴れるだけであった。

## 隊員
- 飯田団紅（いいだ だんこう）- 総隊長、鉦、絵師、意匠〈東京都出身〉[2]
- 壽ん三（すんさん） - 三味線、雪駄師〈神奈川県出身〉
- 大口猪純（おおぐち いのじゅん） - 篠笛、法螺貝、詩吟〈埼玉県出身〉[5]
- 野中克哉（のなか かつや）- 篠笛、尺八、法螺貝、百姓〈福岡県出身〉[6]
- 細谷（ほそや）- 篠笛、モテる〈東京出身〉
- 久保田大地（くぼた だいち） - 締太鼓、和裁・雪中野良着〈新潟県出身
- 志ん奴（しんや） - 締太鼓、アイドルオタク〈東京都出身〉
- 三澤藏六（みさわ ぞうろく） - 締太鼓〈神奈川県出身北海道育ち〉
- 久坂英樹（くさか ひでき） - 平太鼓隊長、久坂石鹸、モテる〈埼玉県出身〉
- 新谷キ介（あらや きすけ） - 平太鼓、番頭、金庫番〈青森県出身〉
- 一之助（いちのすけ）- 平太鼓、飯田の子息〈栃木県出身〉
- 加藤吉之丞（かとう きちのじょう）- 平太鼓、農〈佐渡島出身〉
- 鼓徹（こてつ）- 平太鼓、広報〈埼玉県出身〉
- 貞（さだ） - 平太鼓隊員、大工、庭師、型紙〈福岡県出身〉
- 志むら（しむら） - 平太鼓〈埼玉県出身〉
- ちはやぶり - 平太鼓、番頭〈長崎県出身〉
- 宮崎こをじ（みやざき こうじ）- 平太鼓、用心棒〈香川県出身〉
- 村門祐太（むらかど ゆうた） - 平太鼓、「村門」がまぐち職人〈長崎県出身〉
- 天誅山太一（やまだ たいち）- 平太鼓隊長、天誅履物店、調理〈長野県出身〉
- 倭鶴次狼（わず じろう）- 平太鼓、口上〈東京都出身〉
- 大工大（だいくだい） - 大工、木工、収集〈栃木県出身〉
- 泰三（たいぞう） -篠笛、時々締め太鼓、〈栃木県出身〉

## ディスコグラフィー
シングル
- 『名乗り上げ口上』（2024年6月30日）-ソノシートと配信
- 『やけ節』（2024年6月30日）-ソノシートと配信
- 『日本列島やり直し音頭二〇二〇』（2020年7月22日）

参加アーティスト：向井秀徳、小泉今日子、マヒトゥ・ザ・ピーポー、ILL-BOSSTINO、伊藤雄和
アナログ盤EP
- 『狼信仰』（2020年11月15日）- 500枚限定で発売された。

アルバム
- 『破壊の日』（2020年10月31日）

フィーチャリング・アルバム
- 『SEE YOUR BACK!! with 切腹PISTOLS』（COLORED RICEMEN、2007年8月20日）

タイアップ
- 『狼信仰』- 2019年、豊田利晃による映画作品『狼煙が呼ぶ』主題歌。
- 『御まじない』- 同『狼煙が呼ぶ』挿入歌。
- 『破壊の日』- 2020年、豊田利晃による映画作品『破壊の日』主題歌。
- 『切腹』-2021年、豊田利晃による映画作品『全員切腹』挿入歌。

V.A
- VARIOUS - Black Sheep Anthology Vol.1 :LP | Newtone records

Label BLACK SHEEP／format 12inch LP／Release 2014

## メディア
- 『時代を斬る！和太鼓集団が世界を鳴らす！切腹ピストルズ参上』 - BSテレ東[13]（2019年9月1日）
- 映画『全員切腹』 - 出演：飯田団紅[11]（2021年）
- 映画『次元を超える TRANSCENDING DIMENSIONS』 - 出演：飯田団紅（2025年10月17日公開予定）[14]